# Rudolf Attig
Rudolf Attig, nemški general in vojaški zdravnik, * 14. april 1893, † 27. januar 1981.

## Življenjepis
Med drugo svetovno vojno je bil sprva divizijski zdravnik 246. pehotne divizije (1939–41), nato pa 17. tankovske divizije (1941–42). 
Pozneje je bil še korpusni zdravnik 12. armadnega korpusa (1942–43) in armadni zdravnik 10. armade (1943–44).